# Passaporte israelita
O passaporte israelita ou israelense (em hebraico:  דַּרְכּוֹן יִשְׂרְאֵלִי, Darkon Yisre'eli; em Árabe: جواز سفر إسرائيلي ) é um documento emitido para cidadãos israelenses para permitir que eles viajem para fora de Israel e dá ao portador a proteção dos funcionários consulares de Israel no exterior. Os cidadãos israelenses têm acesso sem visto ou visto na chegada a 161 países e territórios.
Os cidadãos israelenses podem portar passaportes de outros países, mas precisam usar o passaporte israelense ao entrar e sair de Israel. Este regulamento foi introduzido oficialmente em 2002, depois de ter sido legalmente contestado em várias ocasiões.

## História
Os passaportes do Mandato Britânico da Palestina deixaram de ser válidos no final desse mandato em 15 de maio de 1948. Israel começou a emitir documentos de viagem em 1948, após a Declaração de Independência de Israel em 14 de maio de 1948. Inicialmente, eram descritos meramente como documentos de viagem, com validade inicial de dois anos e textos em hebraico e francês. Em 1952, o Knesset (parlamento israelense) aprovou a lei da nacionalidade israelense e Israel começou a emitir documentos de viagem descritos como passaportes. O primeiro passaporte foi emitido para Golda Meir, que na época trabalhava para a Agência Judaica e logo se tornaria embaixadora de Israel na URSS.
Os primeiros documentos de viagem israelenses tinham a limitação: "Válido para qualquer país, exceto a Alemanha". Um israelense que desejava visitar a Alemanha precisava pedir que as palavras "exceto a Alemanha" fossem excluídas do passaporte. Isso foi feito manualmente, riscando essas palavras. Após a assinatura do Acordo de Reparações entre Israel e a Alemanha Ocidental em 1952, a limitação foi retirada e os passaportes tornaram-se "válidos para todos os países".
Os passaportes israelenses emitidos após 30 de março de 1980 usaram textos em hebraico e em inglês, no lugar de hebraico e francês. 
Em 2006, o passaporte israelense se tornou uma forma de identificação aceita nas eleições em Israel. Anteriormente, apenas um cartão de identidade interno era aceito para esse fim.
Negar ou retirar um passaporte israelense é uma das sanções que um tribunal rabínico israelense pode usar para permitir o divórcio de uma mulher "presa" no status de casada pelo agunah (de acordo com a lei judaica).
A partir de 2013, os passaportes biométricos foram introduzidos, em linha com os padrões utilizados pelos Estados Unidos, União Europeia e outros países. Para obter um passaporte biométrico, um candidato tem de aparecer em um escritório do Ministério Interior "para ser fotografado pela câmera especial que registra informações como estrutura óssea facial, distância entre os olhos, os ouvidos para os olhos e a proporção de características faciais de um para outro. Impressões digitais e todas essas informações também serão incluídas no novo passaporte eletrônico de alta tecnologia." Foi relatado que os representantes de controle de fronteiras rasgaram passaportes não-biométricos de cidadãos israelenses.

## Descrição

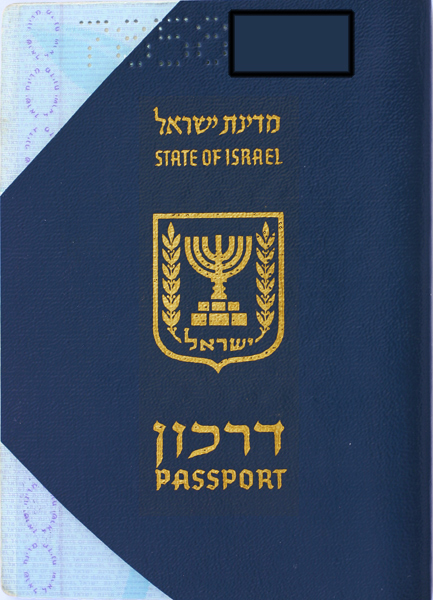
A capa de um passaporte contemporâneo não biométrico de Israel (cantos da capa cortados -
o documento revogado / cancelado)

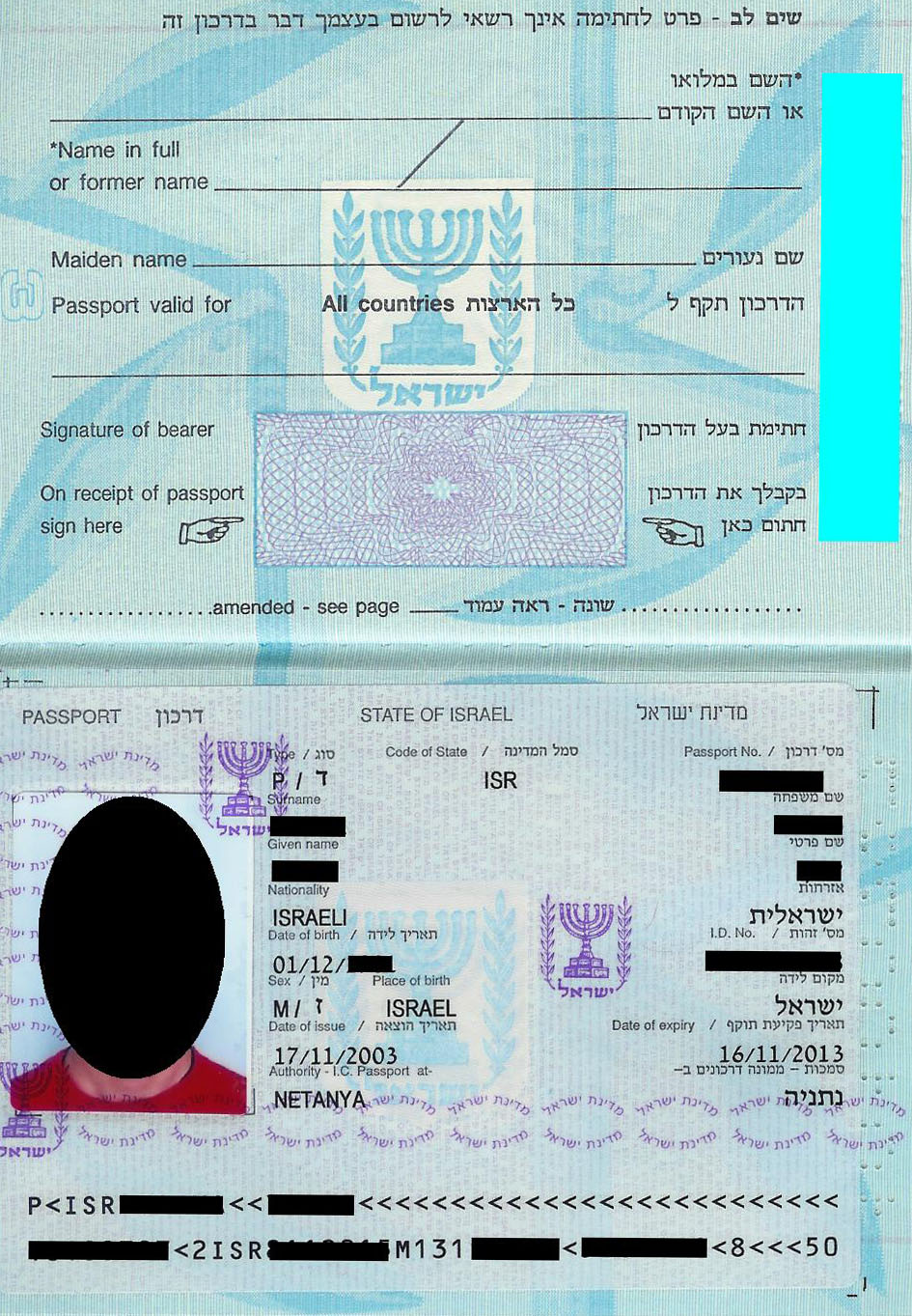
Página de informações pessoais de passaporte comum não biométrico de Israel.

Os passaportes israelenses são azuis marinho, com o emblema israelense no centro da capa, abaixo das palavras "מדינת ישראל " e "STATE OF ISRAEL" em hebraico e inglês, respectivamente. As palavras "דרכון" e "PASSPORT" estão inscritos abaixo do emblema. As páginas internas são decoradas com o emblema israelense de ramos de oliveira e a menorá de sete ramificações. O passaporte regular contém 32 páginas e o passaporte comercial contém 64 páginas.
Os passaportes israelenses são válidos por até 10 anos para maiores de 18 anos. Eles são bilíngues, contendo o hebraico e o inglês. Como o hebraico é escrito da direita para a esquerda, os passaportes são abertos da extremidade direita e as páginas são organizadas da direita para a esquerda. O árabe não é usado nos passaportes israelenses, embora seja usado em carteiras de identidade internas e seja classificado como tendo um "status especial no Estado", com seu uso por instituições estatais a ser definido em lei.

### Página de informações de identidade
As informações do passaporte israelense aparecem na página 2 e incluem o seguinte:
- Foto do titular do passaporte à esquerda
- Tipo (P / ד‎)‎ סוג
- Código de Estado (ISR)  המדינה
- Passaporte n.  דרכון
- ID israelense no.  זהות
- Sobrenome  משפחה
- Nome dado  פרטי
- nacionalidade
- Data de nascimento  לידה
- Sexo
- Local de nascimento  לידה
- Data de emissão  הוצאה
- Data de expiração  פקיעת תוקף
- Authority (- I.C. Passaporte at) סמכות (- ממונה דרכונים ב)
- Assinatura do portador (no passaporte biométrico)  בעל הדרכון

### Nota do passaporte
A declaração em um passaporte israelense declara em hebraico e inglês: 
 שר הפנים של מדינת ישראל מבקש בזה את כל הנוגעים בדבר להרשות לנושא דרכון זה לעבור 
ללא עכוב והפרעה ולהושיט לו במקרה הצורך את ההגנה והעזרה הדרושה.
The Minister of the Interior of the State of Israel hereby requests all those whom
it may concern to allow the bearer of this passport to pass freely without let or hindrance and to afford him such assistance and protection as may be necessary
 "O Ministro do Interior do Estado de Israel, por meio deste documento, solicita a todos aqueles a quem possa interessar permitir que o portador deste passaporte passe livremente sem permissão ou impedimento e a prestar-lhe a assistência e a proteção necessárias." 

### Contracapa
As informações na contracapa de um passaporte israelense declaram apenas em hebraico (tradução em inglês abaixo): 
דרכון זה הוא קניינה של מדינת ישראל והינו מסמך בעל ערך שיש לשמור עליו בקפדנות. אסור להוסיף, למחוק פרט כלשהו בדרכון, לתלוש דף או דפים ממנו, להשמיד או להשחית את הדרכון. החוק קובע שהמבצע פעולה כזו וכן מי שמשתמש שלא כחוק בדרכון שאינו שלו או מניח לאדם אחר להשתמש שלא כחוק בדרכונו, עובר עבירה פלילית ועלול להיענש.

אזרח ישראלי שהוא גם אזרח חוץ ובעל דרכון זר חייב להיכנס לישראל ולצאת ממנה בדרכון או בתעודת מעבר ישראליים.
במקרה של אובדן גניבת הדרכון בארץ, על בעל הדרכון להודיע על כך מיד ללשכת רשות האוכלוסין באיזור מגוריו. אבד או נגנב הדרכון בחו"ל, יש למסור הודעה על כך לשגרירות או לקונסוליה  הישראלית הקרובה למקום הימצאו.
שמור היטב על דרכונך לבל יאבד. בעת השימוש בו, יש להחזיקו בכיס פנימי ובטוח של בגדיך ולא בתיק או במכונית. ביציאתך לחו"ל מומלץ להצטייד בצילום של דף הפרטים.
הדרכון תקף לכל הארצות (אלא אם צוין אחרת) עד לתאריך הרשום בעמוד 2. לאחר תום התוקף, או אם הדרכון נתמלא או נתבלה יש להחליפו בחדש.
לתשומת לבך!!! דרכון זה מכיל מעגלים אלקטרוניים רגישים. לתפקוד מיטבי של מעגלים אלה, נא לא לקפל, לנקב ו/או לחשוף את הדרכון לטמפרטורות גבוהות ו/או ללחות מופרזת.‎דרכון זה הוא קניינה של מדינת ישראל והינו מסמך בעל ערך שיש לשמור עליו בקפדנות. אסור להוסיף, למחוק פרט כלשהו בדרכון, לתלוש דף או דפים ממנו, להשמיד או להשחית את הדרכון. החוק קובע שהמבצע פעולה כזו וכן מי שמשתמש שלא כחוק בדרכון שאינו שלו או מניח לאדם אחר להשתמש שלא כחוק בדרכונו, עובר עבירה פלילית ועלול להיענש.
אזרח ישראלי שהוא גם אזרח חוץ ובעל דרכון זר חייב להיכנס לישראל ולצאת ממנה בדרכון או בתעודת מעבר ישראליים.
במקרה של אובדן גניבת הדרכון בארץ, על בעל הדרכון להודיע על כך מיד ללשכת רשות האוכלוסין באיזור מגוריו. אבד או נגנב הדרכון בחו"ל, יש למסור הודעה על כך לשגרירות או לקונסוליה הישראלית הקרובה למקום הימצאו.
שמור היטב על דרכונך לבל יאבד. בעת השימוש בו, יש להחזיקו בכיס פנימי ובטוח של בגדיך ולא בתיק או במכונית. ביציאתך לחו"ל מומלץ להצטייד בצילום של דף הפרטים.
הדרכון תקף לכל הארצות (אלא אם צוין אחרת) עד לתאריך הרשום בעמוד 2. לאחר תום התוקף, או אם הדרכון נתמלא או נתבלה יש להחליפו בחדש.
לתשומת לבך!!! דרכון זה מכיל מעגלים אלקטרוניים רגישים. לתפקוד מיטבי של מעגלים אלה, נא לא לקפל, לנקב ו/או לחשוף את הדרכון לטמפרטורות גבוהות ו/או ללחות מופרזת.‎ Este passaporte é de propriedade do Estado de Israel e é um documento valioso que deve ser preservado com cuidado. Não adicione ou exclua nenhuma informação do passaporte, retire uma página ou páginas dele ou destrua ou corrompa o passaporte. A lei declara que o autor de tal ação e quem usa um passaporte ilegal que não é dele ou permite que outras pessoas usem seu passaporte ilegalmente, cometeu um crime e é passível de punição. 

"Um cidadão israelense que também é cidadão estrangeiro e possui passaporte estrangeiro deve entrar e sair de Israel com um passaporte ou documento de viagem israelense.
No caso de perda ou roubo do passaporte em Israel, o Serviço de População mais próximo deve ser imediatamente notificado. Se o passaporte for perdido ou roubado no exterior, a embaixada ou consulado israelense mais próximo deve ser notificado.
Cuidado para não perder seu passaporte. Ao usá-lo, mantenha-o preso dentro do bolso da roupa e não na bolsa ou no carro. Quando você viaja para o exterior, é recomendável trazer uma fotocópia da página de informações.
O passaporte é válido para todos os países (salvo indicação em contrário) até a data listada na página 2. Após a expiração, ou se o seu passaporte estiver esgotado ou cheio, ele deverá ser substituído por um novo.

 Atenção! ! ! Este passaporte contém circuitos eletrônicos sensíveis. Para otimizar o funcionamento desses circuitos, não dobre, perfure e / ou exponha seu passaporte a altas temperaturas e / ou umidade excessiva." 

## Documento de viagem

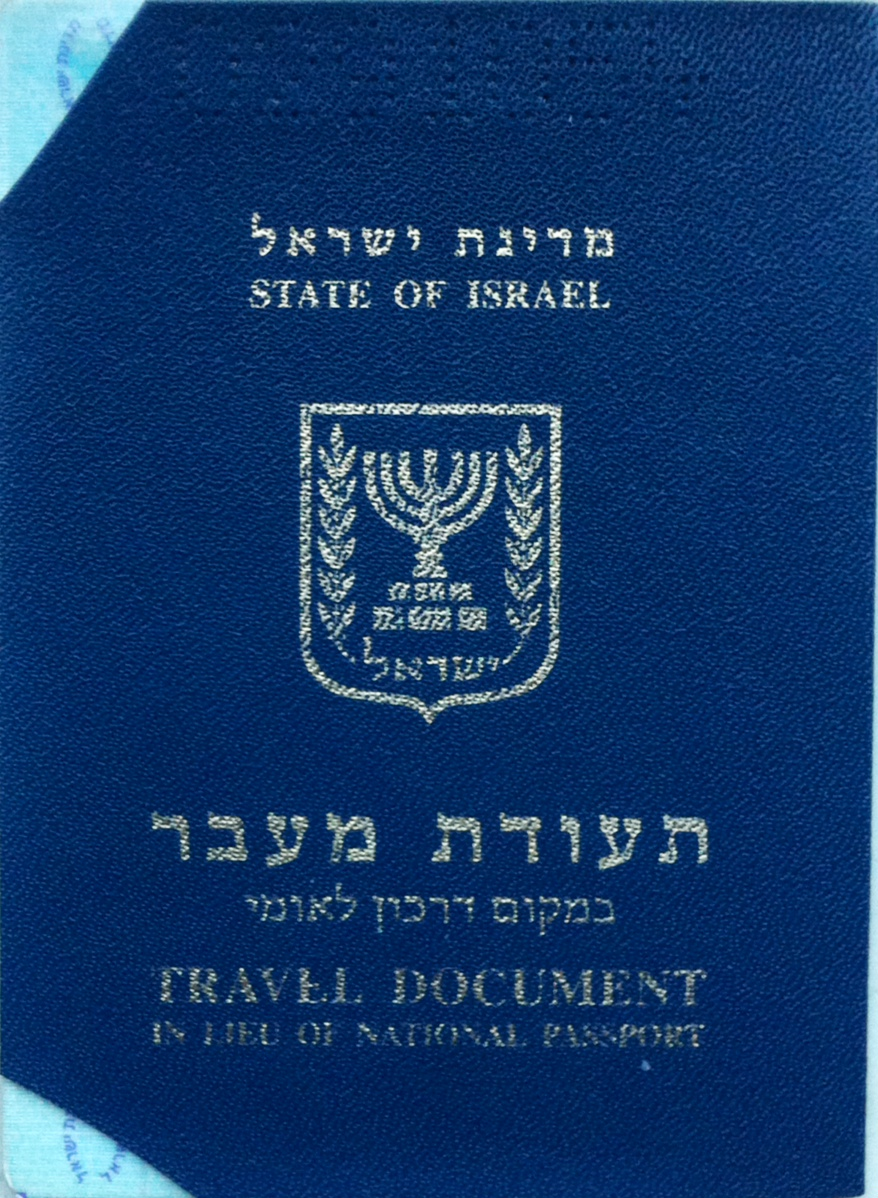
Capa de documento de viagem israelense.

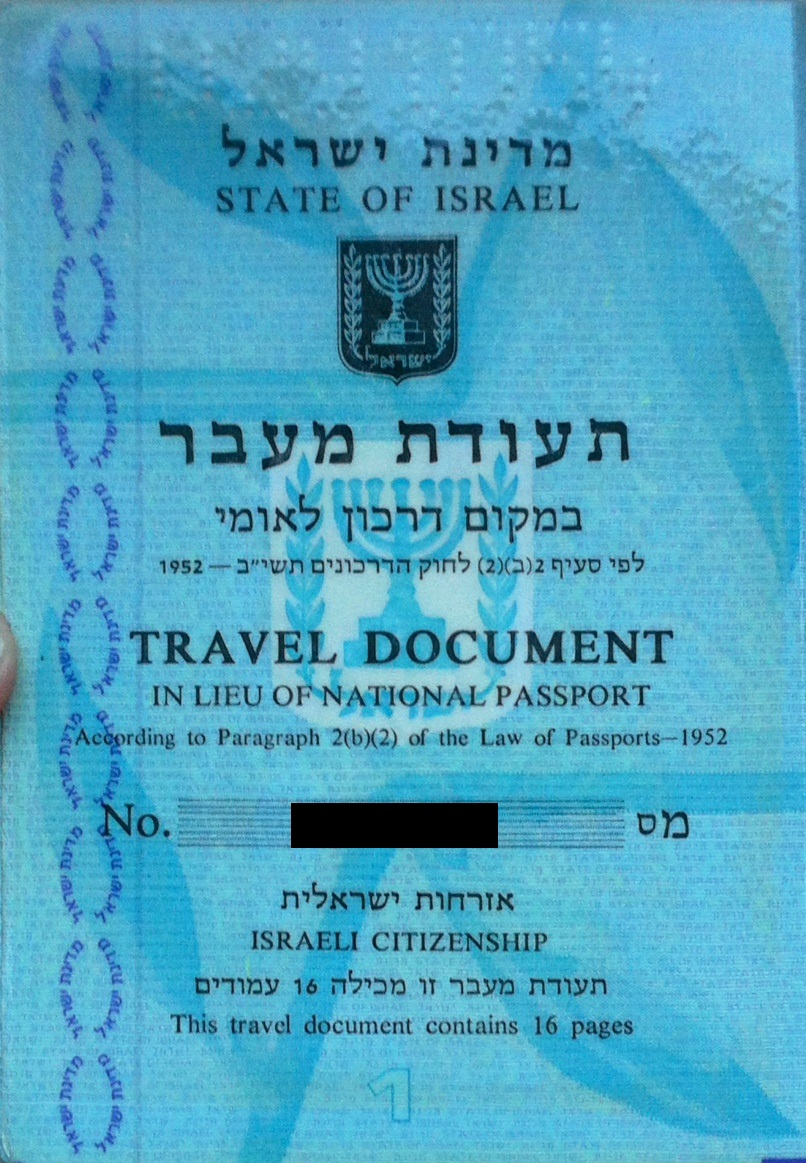
A primeira página do documento de viagem israelense.

Israel pode emitir um documento de viagem (em hebraico:  תעודת מעבר teudat ma'avar) a uma pessoa que não possua um passaporte israelense ou estrangeiro que permita à pessoa entrar e sair do país. Pode ser emitido nas seguintes circunstâncias:
- A residentes / estrangeiros não cidadãos, que não possuem outro passaporte, por exemplo, apátridas ou de cidadania não definida, para permitir que deixem o país, por exemplo, nos casos de estrangeiros que se infiltraram em Israel e são deportados, ou estrangeiros que precisem sair do país por qualquer outro motivo e não possam obter um passaporte de outro país.
- Para cidadãos israelenses em lugar do passaporte, por exemplo, para aqueles que perderam seus passaportes no exterior.

Os titulares de um documento de viagem não têm direito à mesma entrada sem visto em alguns países que os titulares de um passaporte padrão de Israel, pois o documento de viagem não é aceito para fins de viagem ou identificação por muitos países. O uso de um documento de viagem para deixar Israel, por si só, não autoriza o titular a entrar em outro país nem a retornar a Israel.

### Documento de viagem para estrangeiros
Um documento de viagem (em hebraico:  תעודת מעבר ישראלית לזרים, Teudat Ma'avar Israelit Lezarim) pode ser emitido para residentes árabes de Jerusalém Oriental que não têm cidadania israelense nem jordaniana, e para residentes árabes não israelenses das Colinas de Golã.

### Documento de viagem em vez de passaporte
Um documento de viagem em lugar do Passaporte Nacional (em hebraico:  תעודת מעבר במקום דרכון לאומי Teudat Ma'avar bimkom Darkon Leumi) pode ser emitido a um cidadão israelense pelo Ministério do Interior em várias circunstâncias:
- Um novo imigrante em Israel adquire a nacionalidade israelense imediatamente quando recebe um certificado de imigração (תעודת עולה, teudat oleh) na chegada ao país, mas essa nacionalidade pode ser revogada com efeito retroativo no momento em que o certificado de imigração foi emitido, se tal pedido for arquivado no Ministério do Interior dentro de 90 dias após a emissão do certificado de imigração. Durante esses 90 dias, um novo imigrante não pode solicitar um passaporte ou documento de viagem israelense, a menos que registre uma renúncia ao direito de renunciar à aquisição automática da nacionalidade israelense. Antes de 2017, um novo imigrante não podia receber um passaporte israelense antes de residir em Israel por um período de pelo menos 270 dias após a emissão do certificado de imigração. Em 2017, essa restrição foi levantada quando o ato do passaporte foi modificado pelo Knesset.[10][11]
- Residentes estrangeiros ou apátridas e refugiados.
- Cidadãos israelenses com antecedentes criminais.
- Cidadãos israelenses que perderam ou destruíram mais de três passaportes.
- Cidadãos israelenses que perderam o passaporte durante uma viagem ao exterior.
- Cidadãos israelenses que estão retornando a Israel por decisão do governo israelense.

Eles são normalmente válidos por dois anos e não por mais de cinco anos. A emissão de documentos de viagem em lugar de passaportes tornou-se predominante na década de 1990, quando o governo israelense reagiu a uma onda de gangues russas de crime organizado que imigraram para Israel e começaram a usar passaportes israelenses em suas atividades.

## Requisitos de visto e limitações no uso de passaporte

### Requisitos de visto

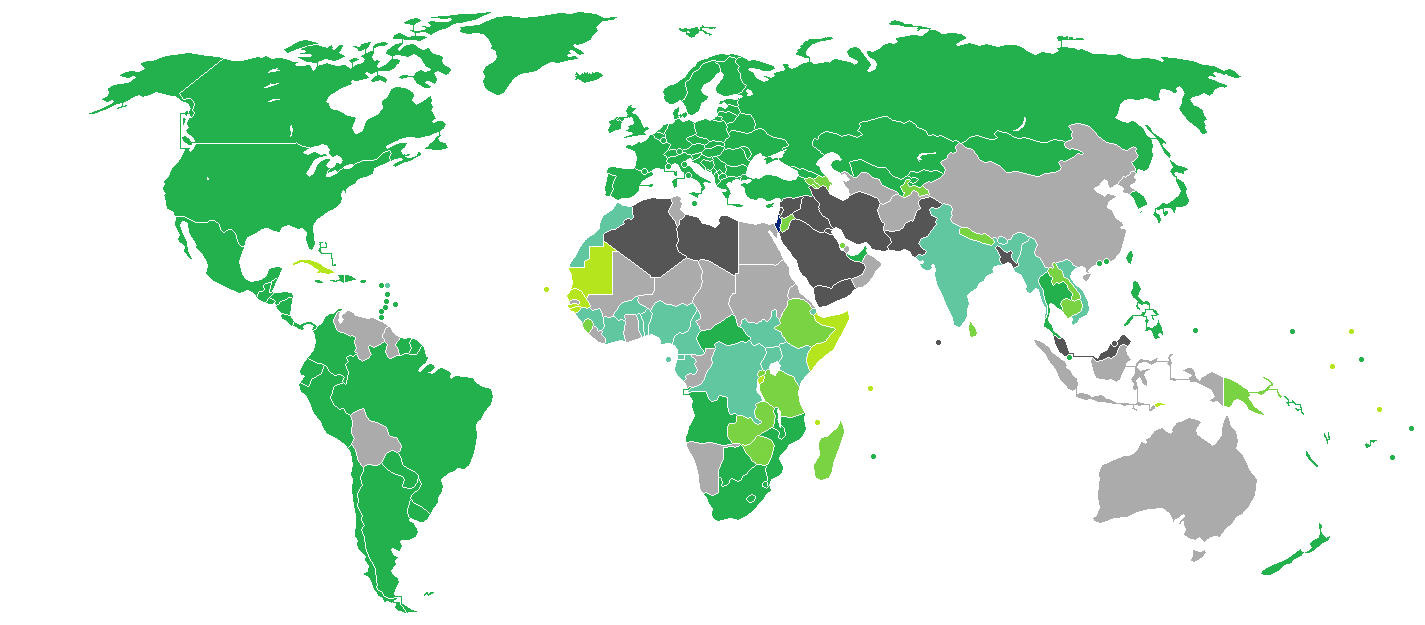
Visa requirements for Israeli citizens
Israel
Não é necessário visto
Visto na chegada
Autorização eletrônica ou Visto
Visto disponível na chegada ou on-line
Visto obrigatório
Admissão recusada

De acordo com o Henley Passport Index 2018, os cidadãos israelenses tinham acesso sem visto ou visto na chegada a 161 países e territórios, classificando o passaporte israelense em 21º no mundo em termos de liberdade de viajar (vinculado aos passaportes de Barbados e dos Emirados Árabes Unidos). Além disso, o Índice de Passaportes da Arton Capital classificou o passaporte israelense em 16º no mundo em termos de liberdade de viagem, com uma pontuação de 146 em isenção de visto em 2 de dezembro de 2018.

### Limitações de uso por Israel
De acordo com a Lei de Prevenção de Infiltração de 1954, Líbano, Egito, Síria, Arábia Saudita, Jordânia, Iraque e Iêmen são designados "estados inimigos" e um cidadão israelense não pode visitá-los sem uma permissão especial emitida pelo Ministério do Interior de Israel. Houve uma suspensão geral dessa proibição para o Egito e a Jordânia desde a assinatura dos respectivos acordos de paz com esses países em 1978 e 1994 e removidos da lista; no entanto, o Irã foi adicionado após a Revolução Iraniana de 1979.

### Países que não aceitam passaportes israelenses

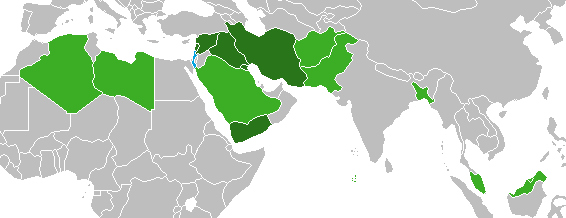
Países em verde claro rejeitam passaportes de Israel (azul). Os países em verde escuro rejeitam não apenas os passaportes israelenses, mas também qualquer passaporte que contenha carimbos ou vistos israelenses.

Quinze países que não reconhecem o estado de Israel também não admitem portadores de passaporte israelense:
| - Argélia - Brunei - Irã - Iraque1 - Kuwait - Líbano | - Líbia - Paquistão - Malásia2 - Síria - Arábia Saudita3 - Iêmen |  |

1. Exceto pelo Curdistão iraquiano, que nunca foi considerado inimigo de Israel, as relações Iraque-Curdistão-Israel foram tornadas públicas em muitas ocasiões.
2. A menos que uma permissão seja obtida do Ministério da Administração Interna, além de um visto antes da chegada.
3. Aceito apenas para trânsito; não é permitido a admissão.

Além disso, oito desses países - Irã, Kuwait, Líbano, Líbia, Sudão, Síria e Iêmen - não permitem a entrada de pessoas com comprovante de viagem a Israel ou cujos passaportes tenham visto israelense usado ou não usado.
Como consequência, muitos países podem emitir um segundo passaporte para cidadãos que desejam contornar essa restrição, e os serviços de imigração israelense agora deixaram de carimbar carimbos de entrada ou saída em todos os passaportes.  

## Galeria de imagens

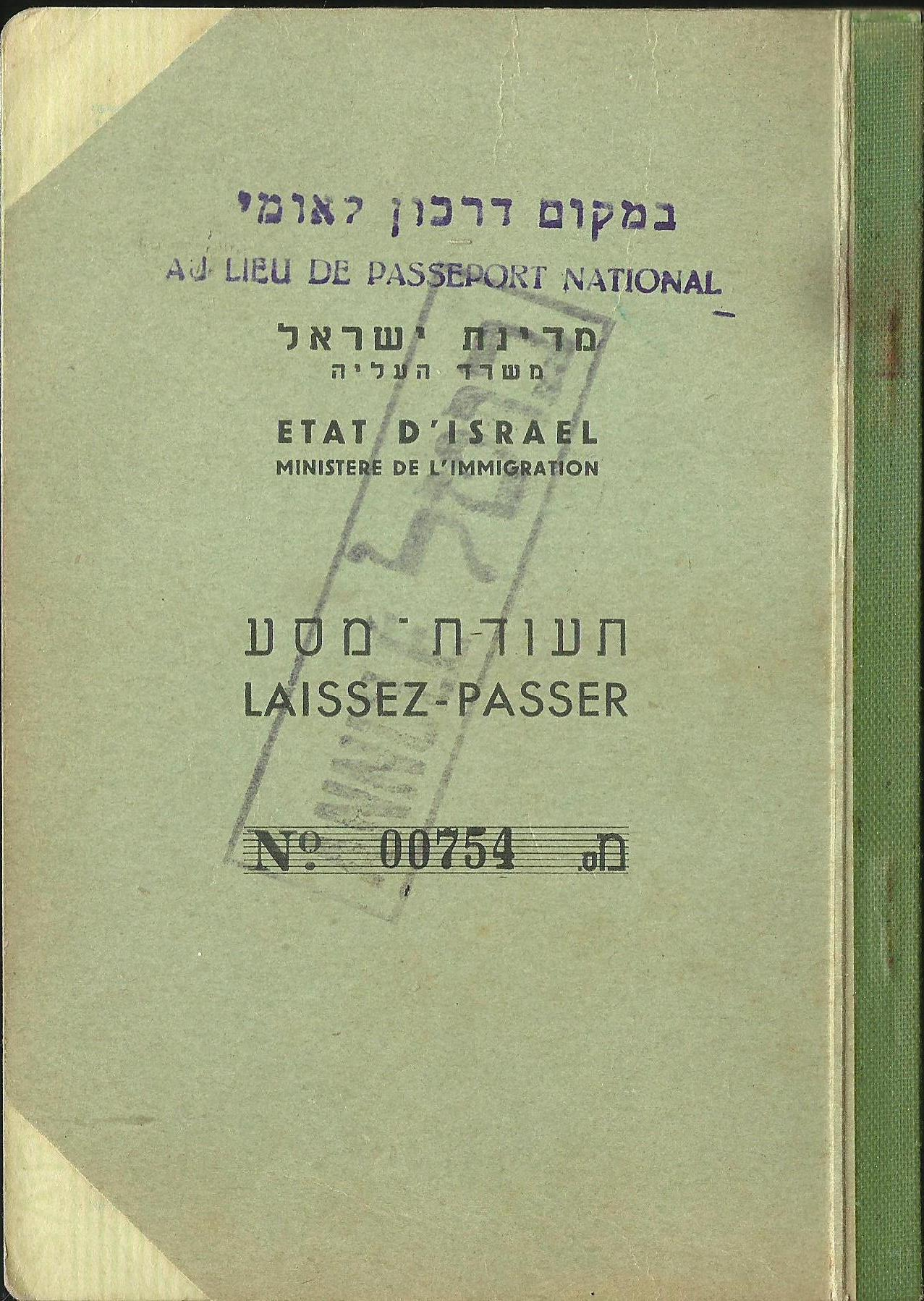
Um exemplo do primeiro documento de viagem de Israel, datado de dezembro de 1948.
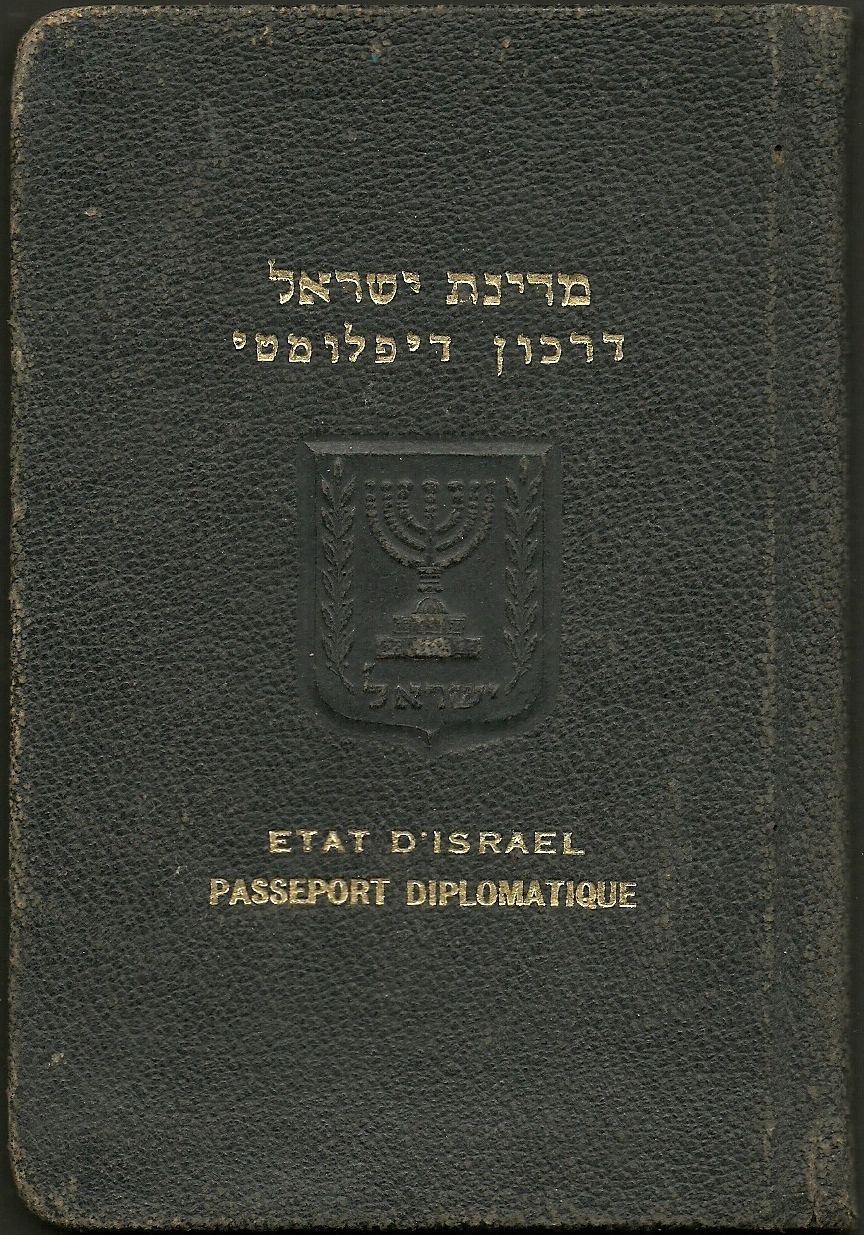
Exemplo de um antigo passaporte diplomático israelense, 1951.
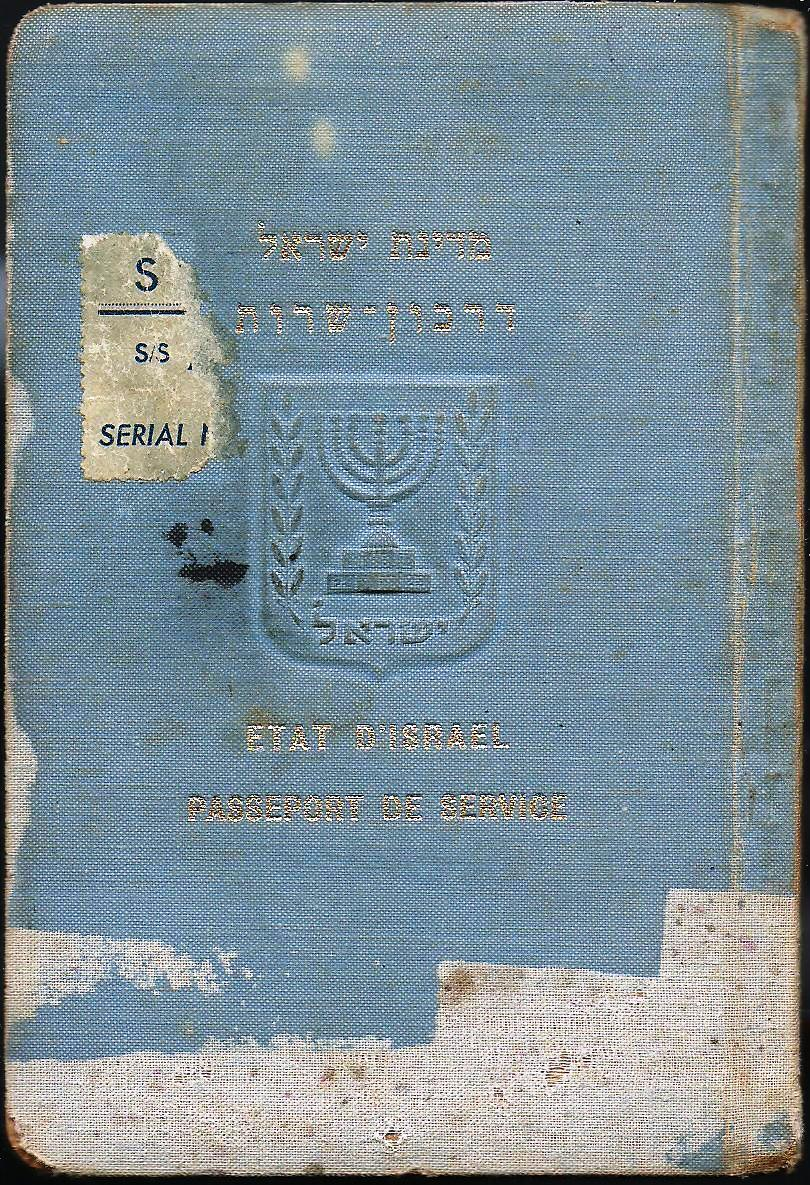
Um exemplo de um passaporte de serviço israelense antigo, 1951, para MK Dayan.
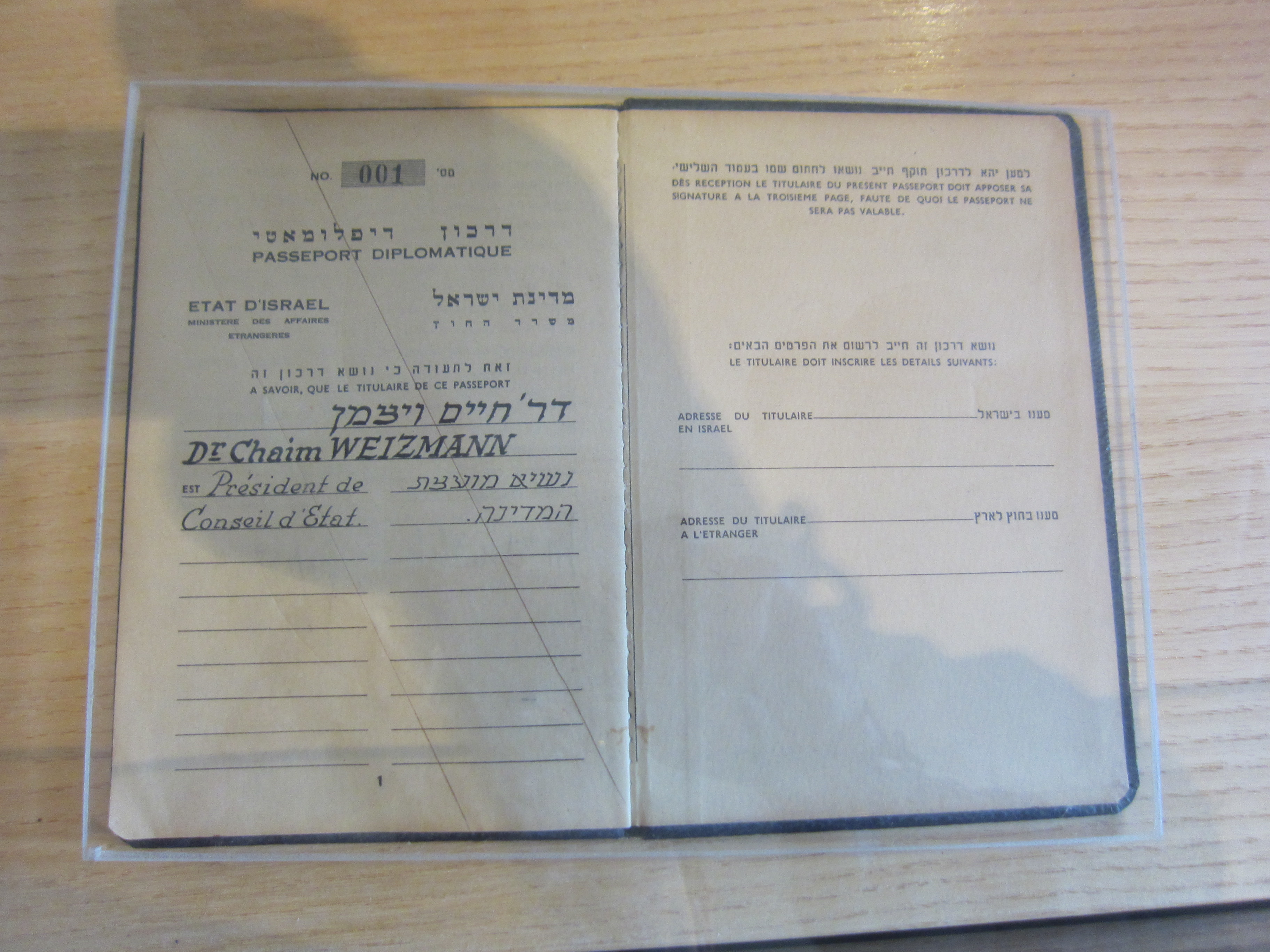
Passaporte diplomático israelense nº 1, pertencente a Chaim Weizmann.
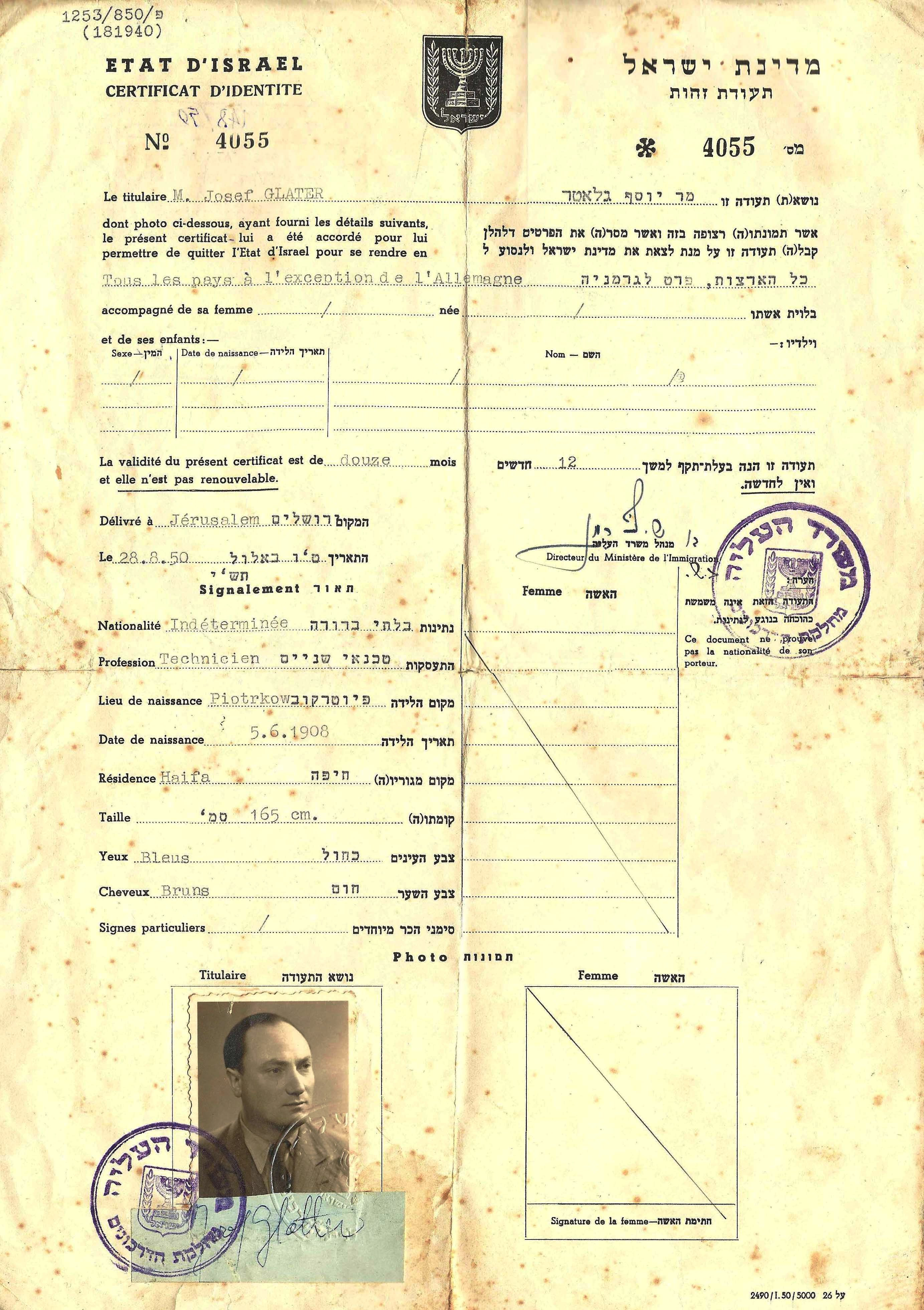
Documento de identidade de viagem de  Israel de1950 emitido para aqueles que não possuem passaporte oficial.
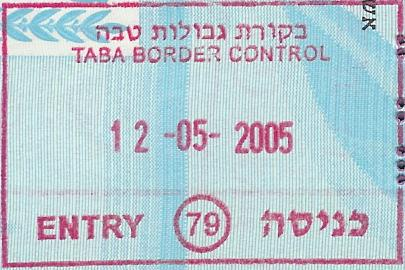
Um carimbo de entrada israelense em um passaporte comum não biométrico de Israel.